# Spannenburg
Spannenburg (Fries: Spannenburch) is een buurtschap in de gemeente De Friese Meren, in de Nederlandse provincie Friesland. Spannenburg ligt tussen Sloten en Sint Nicolaasga bij de brug van de N354 over het Prinses Margrietkanaal.

## Geschiedenis

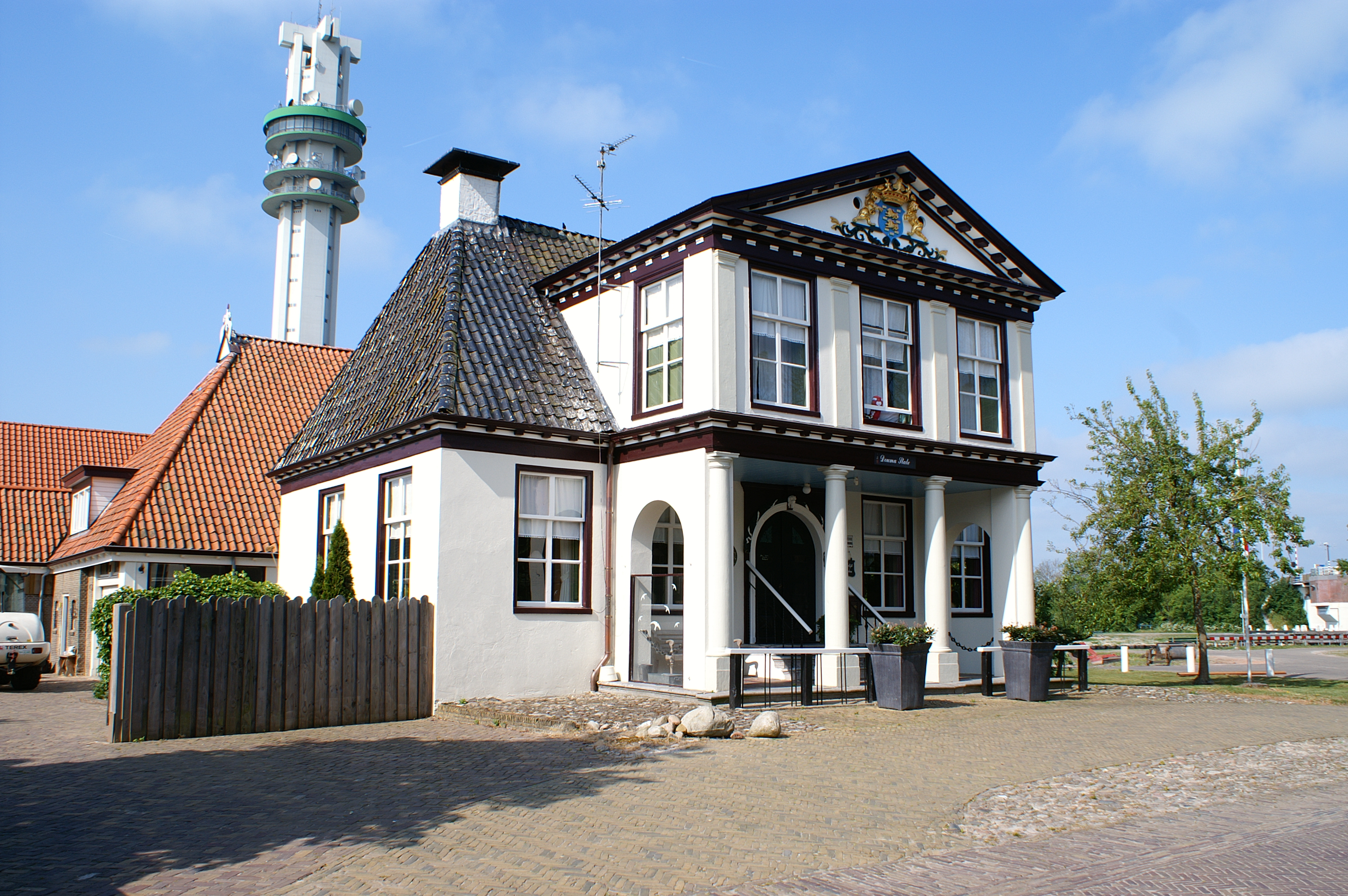
Het Wapen van Friesland

De buurtschap is het restant van de plaats Wollegaast, Deze plaats is ontstaan op het oostelijke deel van een glaciale stuwwal. Nadat in 1848 de rijksweg hier werd aangelegd, bouwde Tjaas Spanneburg er een herberg met de naam Wapen van Friesland. De plaats werd in 1874 voor het eerst vermeld op de kaart. De plaatsnaam is afgeleid van de naam van de kastelein van de herberg. De herberg werd later een hotel. Het gebouw is nu een rijksmonument. Wollegaast en Spannenburg werden in de eerste deel van de twintigste eeuw nog naast elkaar gebruikt maar uiteindelijk verdween de naam Wollegaast.
Tot de gemeentelijke herindeling in 1984 maakte Spannenburg deel uit van de gemeente Doniawerstal. Daarna lag de plaats in de gemeente Skarsterlân en per 2014 in de gemeente De Friese Meren.

## Drinkwater en Toren van Spannenburg
Sinds 1937 bevindt zich te Spannenburg een productiebedrijf voor de bereiding van drinkwater. Verder staat er sinds 1972 de hoogste toren van de provincie Friesland. Deze is bestemd voor de telecommunicatie.

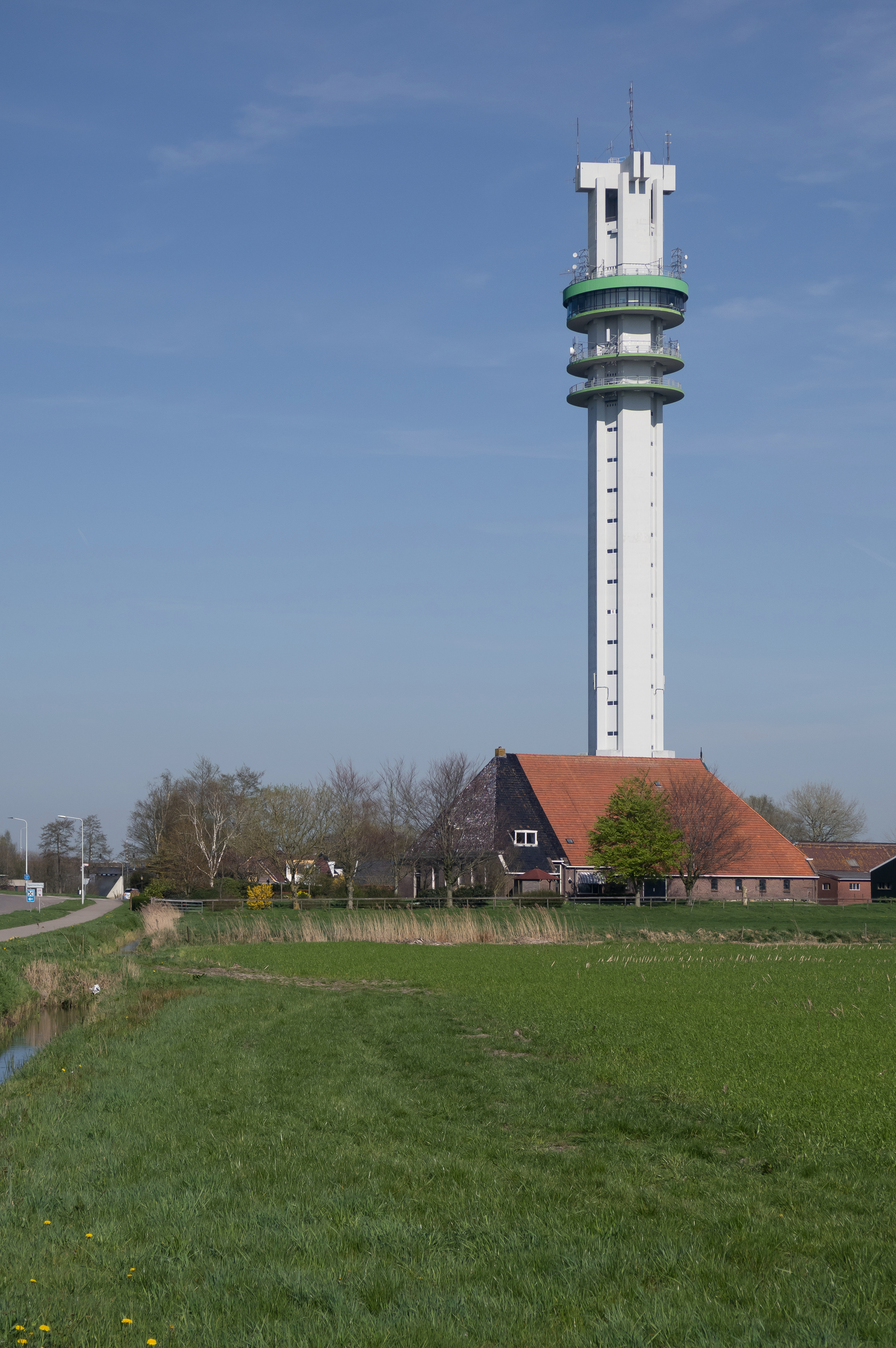
Toren van Spannenburg
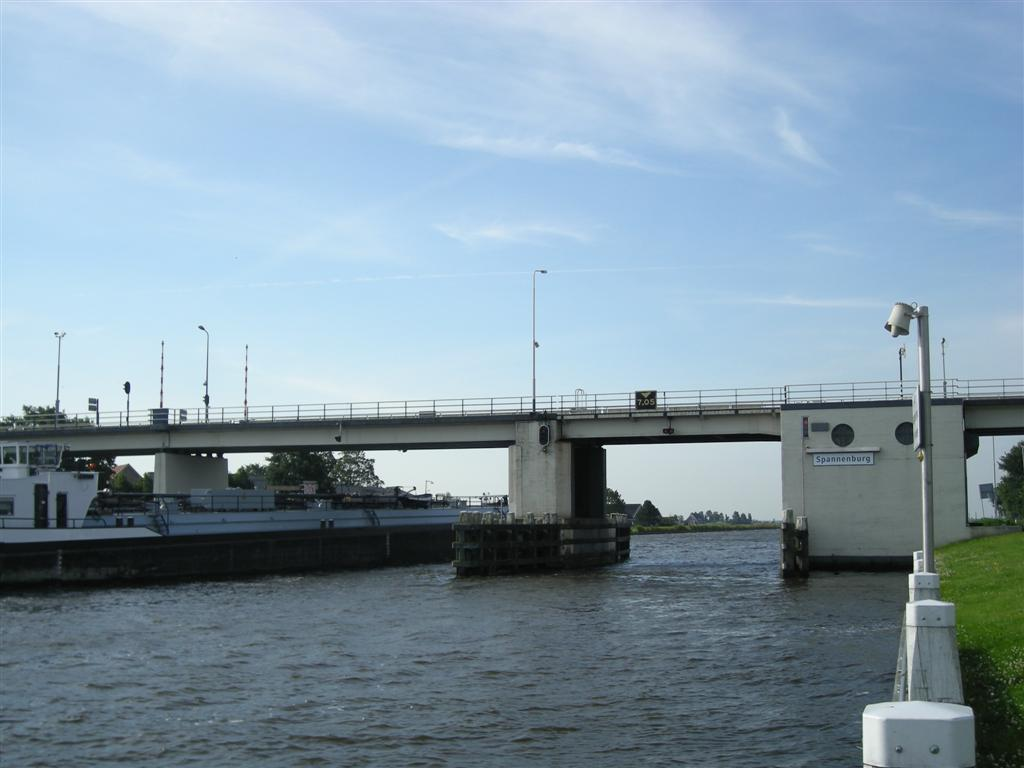
Brug Spannenburg Prinses Margrietkanaal

## Sport
Op 28 december 1962 vond er bij Spannenburg een marathonwedstrijd op natuurijs plaats, de Ronde van Spannenburg.

## Openbaar vervoer
Doordat er veel wegen samenkomen is Spannenburg sinds de twintigste eeuw een belangrijk overstappunt voor de streekbussen van achtereenvolgens ZWH, FRAM, VEONN, Arriva en Connexxion.
(Buslijnen worden gereden door Arriva)
- Lijn 41: Heerenveen - Joure - Scharsterbrug - Sint Nicolaasga - Spannenburg - Tjerkgaast - Sloten - Wijckel - Balk v.v.
- Lijn 42: Sneek - Jutrijp - Hommerts - Spannenburg - Follega - Lemmer v.v.

Hoofdplaats: Joure     Stad: Sloten

Dorpen en gehuchten: Akmarijp · Bakhuizen · Balk · Bantega · Boornzwaag · Broek · Delfstrahuizen · Dijken · Doniaga · Echten · Echtenerbrug · Eesterga · Elahuizen · Follega · Goingarijp · Harich · Haskerhorne · Idskenhuizen · Kolderwolde · Langweer · Legemeer · Lemmer · Mirns · Nijehaske · Nijemirdum · Oldeouwer · Oosterzee · Oudega · Oudehaske · Oudemirdum · Ouwster-Nijega · Ouwsterhaule · Rijs · Rohel · Rotstergaast · Rotsterhaule · Rottum · Ruigahuizen · Scharsterbrug · Sint Nicolaasga · Sintjohannesga · Snikzwaag · Sondel · Terhorne · Terkaple · Teroele · Tjerkgaast · Vegelinsoord · Wijckel

Buurtschappen: Ballingbuur · Bargebek · Boornzwaag over de Wielen · Brekkenpolder · Commissiepolle · De Rijlst · Delburen · Finkeburen · Heide · Hooibergen · Nieuw Amerika · Onland · Schoterzijl (deels) · Schouw · Spannenburg · Tacozijl · Trophorne · Tweehuis · Vierhuis · Vrisburen · Westerend-Harich · Zevenbuurt

Friesland: Steden en dorpen      Nederland: Provincies · Gemeenten